# تويزكي
تويزكي هي جماعة قروية تقع في إقليم آسا الزاك بجهة كلميم واد نون جنوب المملكة المغربية، وتبعد حوالي 36 كلم جنوب شرق مدينة آسا وحسب الإحصاء العام للسكان والسكنى لسنة 2014، فقد يبلغ عدد سكانها 022 5 نسمة، مُوزعين على 172 أُسرة. أغلب سكان تويزكي يعيشون حياة الرُحل معتمدين على تربية الماشية.
في سنة 2005 أقيم في تويزكي سد بسعة 80 مليون متر مكعب من المياه ويروي حوالي ألف هكتار، ويهدف إلى حماية المنطقة من الفيضانات وتقوية الفرشة المائية وتوفير مياه الري وكذا مياه الشرب لفائدة الماشية وتأهيل المناطق الفلاحية.
وفي سنة 2018 عرفت تويزكي تنظيم النسخة الأولى لمهرجان الرُحل والذي يهدف إلى التعريف بحياة البدو الرُحل بالمنطقة مع ما تتميز به من عوامل للإستقرار، و جعله فرصة للزوار من داخل الإقليم و خارجه للتعرف عن قرب على جماعة تويزكي كأكبر جماعة ترابية بالإقليم وما تزخر به من معالم سياحية إيكولوجية مهمة.